# Pauline Auzou
Pauline Auzou, née Jeanne-Marie-Catherine Desmarquets à Paris en 1775 et morte dans la même ville en 1835, est une artiste peintre française.

## Biographie
Pauline Auzou est une élève de  Jean-Baptiste Regnault et de sa femme Sophie. Elle acquit rapidement une grande notoriété. La plupart de sa production (peinture d'histoire, sujets mythologiques, scènes de genre, portraits) fut acquise par l'État, la duchesse de Berry et la Société des amis des arts.
Elle participa à son premier Salon en 1793. Le 19 septembre suivant, elle devient membre de la Commune générale des arts, qui a supplanté cette année-là l'Académie royale de peinture et de sculpture.
Le 19 frimaire An II (9 décembre 1793) elle épouse Charles-Marie Auzou, papetier, auteur d'une lignée de papetiers parisiens. L'une de leurs filles, Antoinette-Charlotte-Pauline (morte vers 1822), épouse en 1818 l'architecte Frédéric Nepveu.
Jacques Augustin Catherine Pajou et son épouse achètent au couple Auzou  en 1820 une maison de campagne à Fontenay-aux-Roses.
Elle exposa une peinture de genre ou un portrait à chacun des Salons jusqu'en 1817. Il s'agissait de sujets pris dans l'histoire grecque, mais aussi de la peinture d'histoire : Agnès de Méranie en 1808, Arrivée de l'archiduchesse Marie-Louise à Compiègne en 1810, et Adieux de l'archiduchesse à sa famille en 1812. Diane de France et Montmorency, en 1812 et 1814, obtint les suffrages de la critique.
Elle réalisa 300 dessins qui furent reproduits dans le Journal des dames et des modes de La Mésangère.
Elle eut un atelier d'élèves à Paris pendant environ vingt ans.
Ses portraits, d'hommes comme de femmes, furent très appréciés : Portrait de Volney, Picard âgé, Valayer, curé de Saint-Nicolas-des-Champs (1816), etc.

## Œuvres

### Œuvres exposées au Salon
La première exposition de Pauline Auzou au Salon de Paris a lieu en 1793. Elle y participera jusqu'en 1817.
- 1793 : Une bacchante (no 778) ; Une étude de tête (no 777).
- 1798 : L'Incertitude, ou que ferai-je ?  (n°5) ;  La Prudence éloignant l'Amour (n°6) ; Un Portrait de femme (n°7).
- 1799 : Une Hébé (n°9) ; Une jeune femme lisant (n°10).
- 1800 : Le Portrait en pied du C. Regnault (n°9) ; Un portrait de femme, préludant sur le piano (n°10) ; Un autre portrait de femme (n°11).
- 1802 : Deux jeunes filles lisant une lettre (n°6) ; L'Amour dissipant les alarmes (n°7) ; Un portrait de femme (n°8).
- 1804 : La Sollicitude maternelle (n°7), Premier sentiment de coquetterie (no 8), Un enfant à son déjeuner (n°9).
- 1806 : Le Portrait de Madame D. pinçant de la harpe (n°9) ; Portrait de M. Picard aîné (n°10) ; Départ pour le duel (n°11).

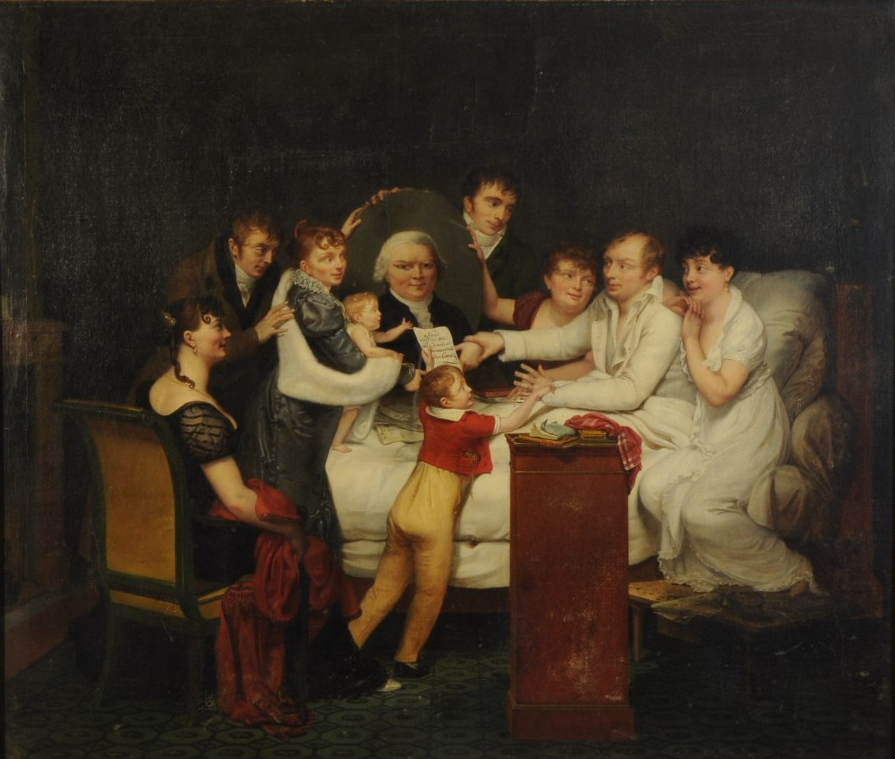
M. Picard et sa famille (Salon de 1808), localisation inconnue.

- 1808 : Agnès de Méranie (n°11) ; M. Picard et sa famille (n°12) ; Un portrait de femme (n°13).
- 1810 : L'Arrivée de S.M. l'impératrice dans la galerie du château de Compiègne (n°21) ; Daria, ou l'effroi maternel (n°22) ; Portrait du jeune comte Byerzynski, polonais (n°23) ; Portrait de la sœur du comte Byerzynski (n°24).
- 1812 : S.M. l'Impératrice, avant son mariage, et au moment de quitter sa famille, distribue les diamants de sa mère aux Archiducs et Archiduchesses ses frères et sœurs (n°22) ; Diane de France et Montmorency (n°23).
- 1814 : Le Jour de l'arrivée de S.M. Louis XVIII (n°21) ; Les Bains de Luxeuil (n°22) ; Diane de France et le jeune Montmorency (n°23) ; Effroi d'une jeune Livonienne (n°24) ; Portrait de M. le baron V. (n°25).
- 1817 : La Veille de la Saint-Louis au village (n°17) ;  La Vieille bonne, ou les Contes de revenans (n°18) ; Novès et Alix de Provence (n°19) ; Boucicault et Mlle de Beaufort (n°20) ; Deux filles jouant à qui “rira la dernière” (n°21) ;  Portrait de Mlle *** (n°22).

### Œuvres conservées dans les collections publiques
États-Unis
- Chicago, Art Institute of Chicago : Daria, ou l’effroi maternel, 1810 (donné en février 2025 avec la collection Horvitz)[7].
- Manchester, Currier Museum of Art : Portrait d'un musicien, 1809[8].
- Notre Dame, University of Notre Dame, Raclin Murphy Museum of Art (en) : Portrait d'une jeune fille, vers 1790, dessin[9].
- Santa Barbara, Santa Barbara Museum of Art (en) : Deux femmes musiciennes, 1796[10].
- Toledo, Toledo Museum of Art : Étude de tête d'homme barbu, dessin[11].

France
- Bourg-en-Bresse, musée de Brou :
  - Novès et Alix de Provence, 1816[12] ;
  - Scène de l’époque de Henri II, 1834[12].
- Paris, église Saint-Nicolas-des-Champs : Portrait de Placide-Bruno Valayer, 1820 [13],[14]
- Rodez, musée Denys-Puech : Portrait de dame, 1807[15].
- Versailles, musée de l'Histoire de France : 
  - Arrivée de l'archiduchesse Marie-Louise à Compiègne, 28 mars 1810, 1810[16] ;
  - Adieux de Marie-Louise à sa famille, 13 mars 1810, 1812[17].

Suède
- Stockholm, Nationalmuseum : Académie d'homme, dessin à la pierre noire[18],[19];

### Galerie

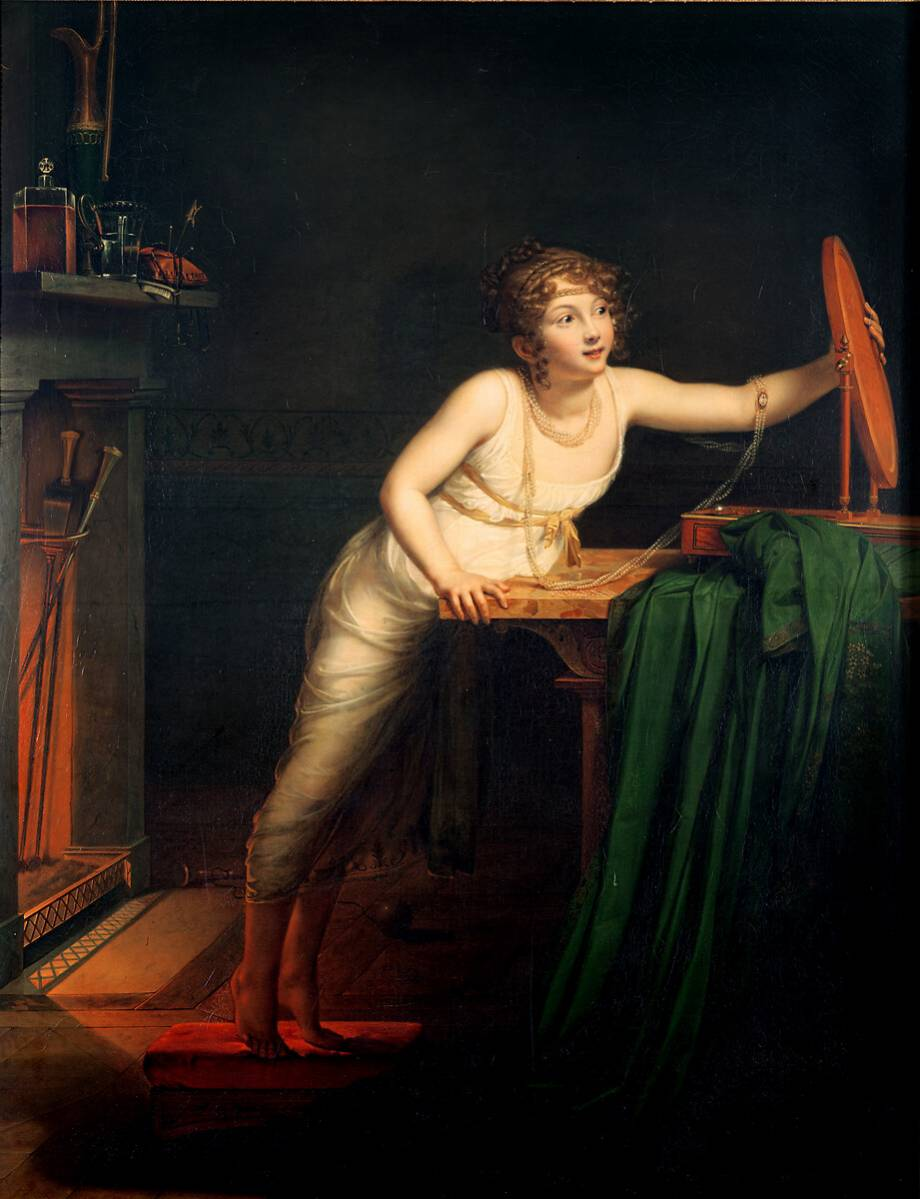
Le premier sentiment de la coquetterie (1804)
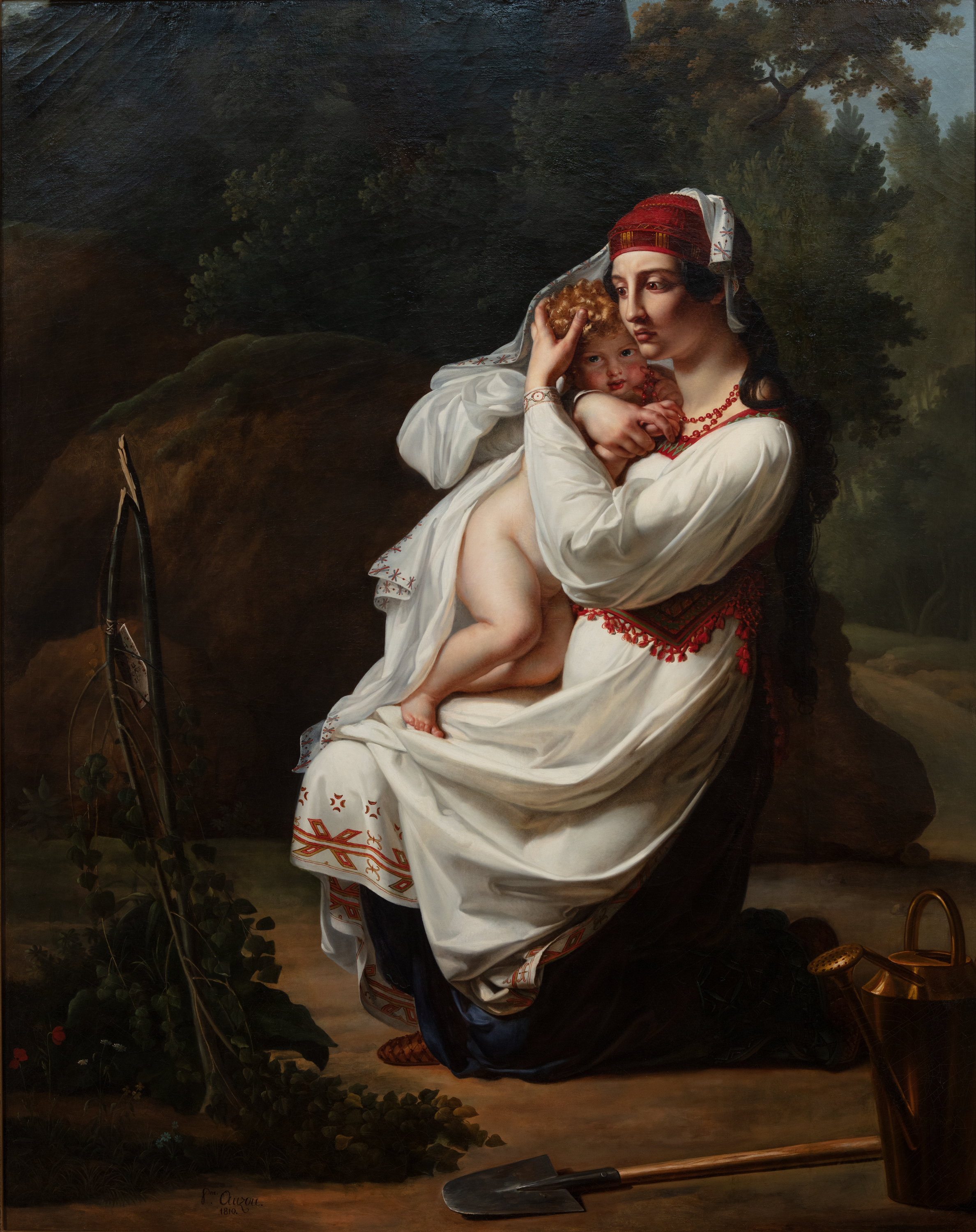
Daria, ou l'effroi maternel (1810)
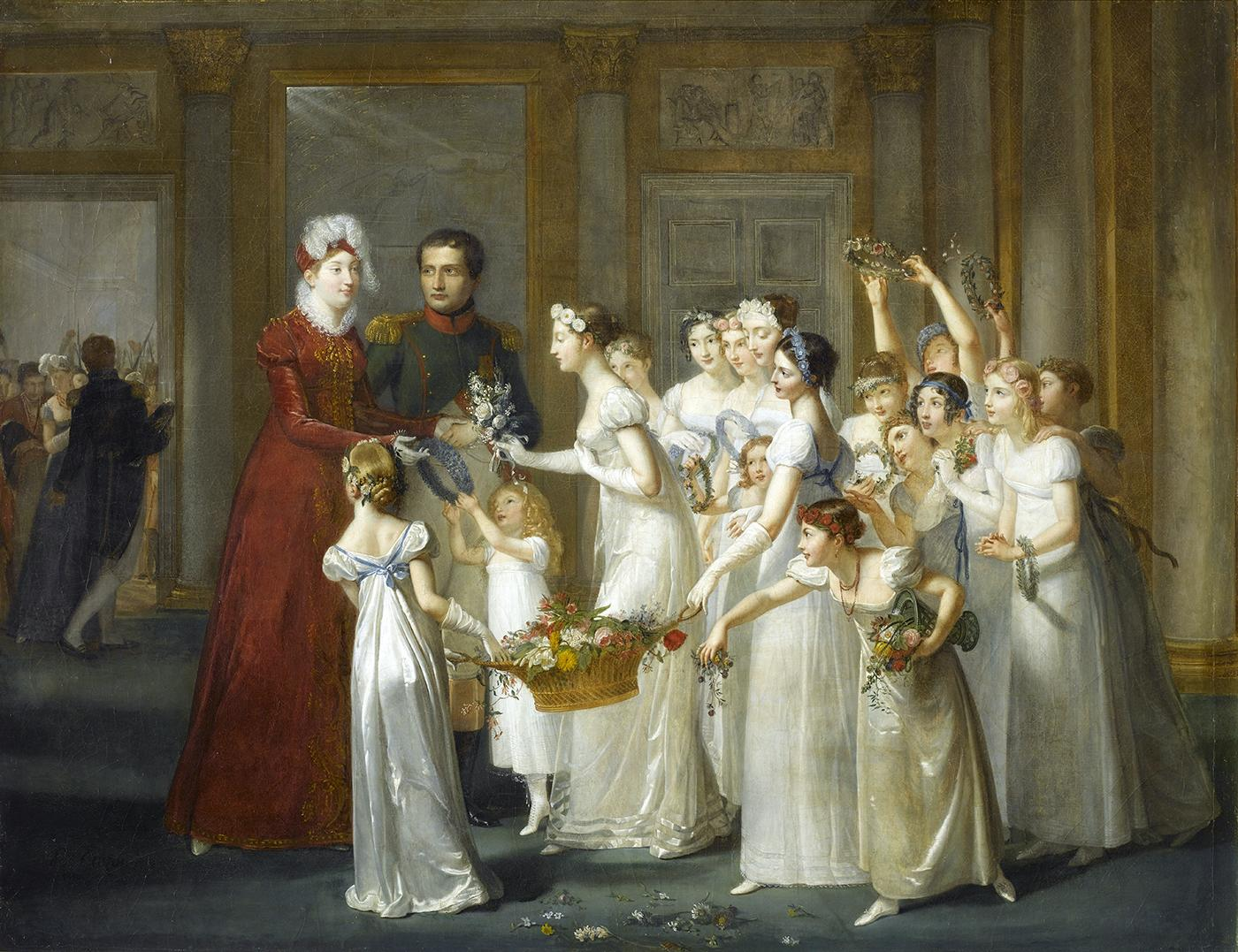
Arrivée de l'archiduchesse Marie-Louise à Compiègne le 28 mars 1810 (1810), Versailles, musée du château de Versailles.
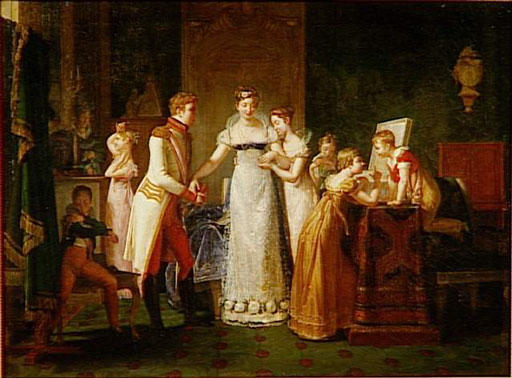
Adieux de Marie-Louise à sa famille. 13 mars 1810 (1812), Versailles, musée du château de Versailles
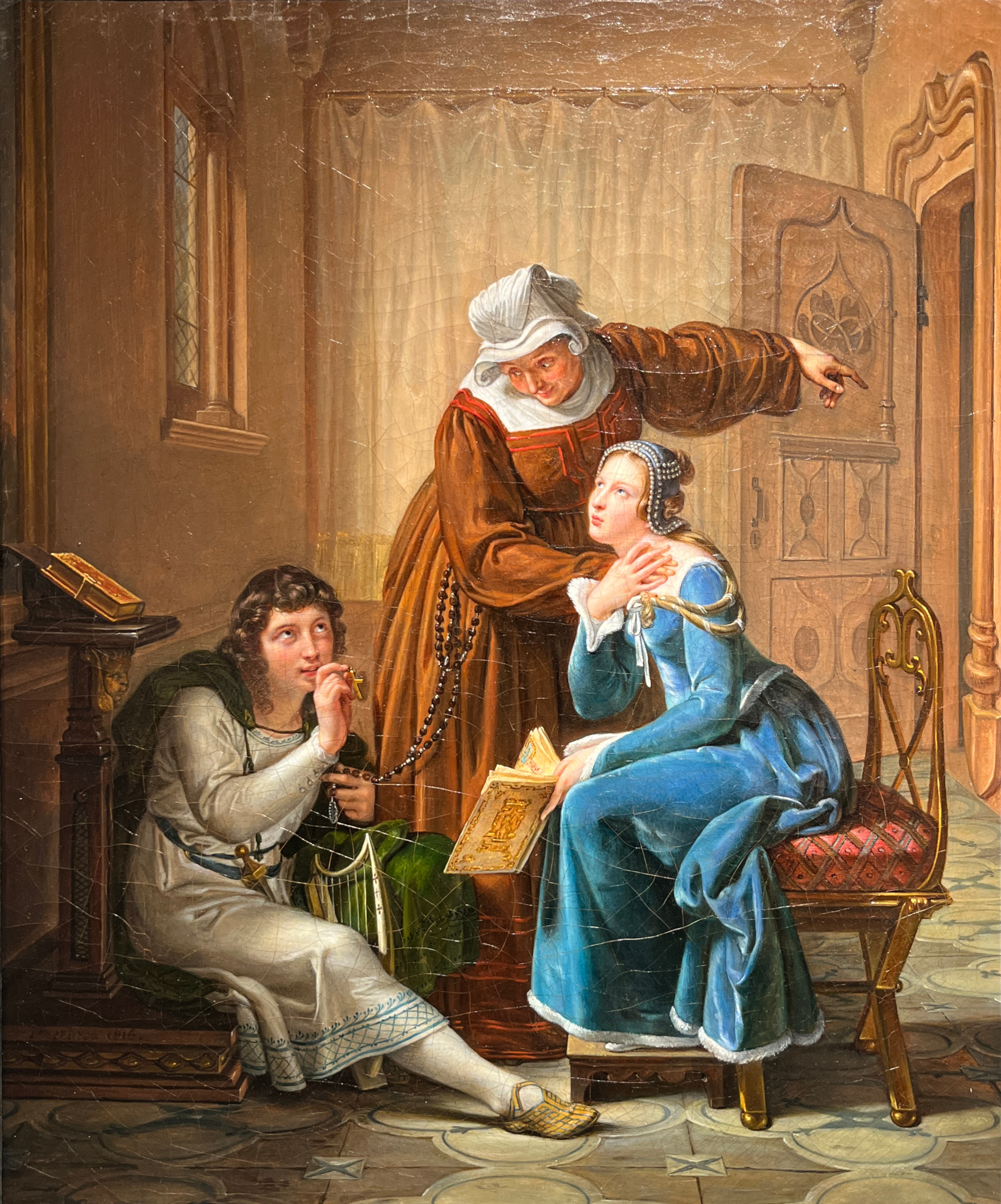
Novès et Alix de Provence (1816), musée municipal de Bourg-en-Bresse.